# Живот на скорост
„Живот на скорост“ (на английски: Drive) е американски криминален трилър филм от 2011 г. на режисьора Николас Виндинг Рефн. Сценарият, написан от Хосеин Амини, е базиран на едноименния роман от 2005 г. на Джеймс Салис. Премиерата е на 20 май 2011 г. на кинофестивала в Кан, а по кината в САЩ и България филмът излиза на 16 септември 2011 г.

## Актьорски състав
| Актьор            | Роля              |
| ----------------- | ----------------- |
| Райън Гослинг     | шофьорът          |
| Кери Мълиган      | Айрин             |
| Брайън Кранстън   | Шанън             |
| Албърт Брукс      | Бърни Роуз        |
| Оскар Айзък       | Стандард Гейбриъл |
| Рон Пърлман       | Нино              |
| Кристина Хендрикс | Бланш             |

## Награди и номинации
| Категория                              | Номиниран(и)                | Резултат                    |
| Оскар (26 февруари 2012 г.)            | Оскар (26 февруари 2012 г.) | Оскар (26 февруари 2012 г.) |
| -------------------------------------- | --------------------------- | --------------------------- |
| Най-добър звуков монтаж                | Най-добър звуков монтаж     | номинация                   |
| Награда на БАФТА (12 февруари 2012 г.) |                             |                             |
| Най-добър филм                         | Най-добър филм              | номинация                   |
| Най-добра режисура                     | Николас Виндинг Рефн        | номинация                   |
| Най-добър филмов монтаж                | Матю Нюман                  | номинация                   |
| Най-добра актриса в поддържаща роля    | Кери Мълиган                | номинация                   |
| Златен глобус (15 януари 2012 г.)      |                             |                             |
| Най-добър поддържащ актьор             | Албърт Брукс                | номинация                   |
| Сателит (18 декември 2011 г.)          |                             |                             |
| Най-добър звук                         | Най-добър звук              | награда                     |
| Най-добър режисьор                     | Николас Виндинг Рефн        | награда                     |
| Най-добър актьор                       | Райън Гослинг               | награда                     |
| Най-добър актьор в поддържаща роля     | Албърт Брукс                | награда                     |
| Най-добър филм                         | Най-добър филм              | номинация                   |
| Най-добра кинематография               | Нютън Томас Сигъл           | номинация                   |
| Най-добър филмов монтаж                | Матю Нюман                  | номинация                   |
| Най-добра филмова музика               | Клиф Мартинез               | номинация                   |
| Емпайър (25 март 2012 г.)              |                             |                             |
| Най-добър филм                         | Най-добър филм              | номинация                   |
| Най-добър трилър филм                  | Най-добър трилър филм       | номинация                   |
| Най-добър режисьор                     | Николас Виндинг Рефн        | номинация                   |
| Най-добър актьор                       | Райън Гослинг               | номинация                   |
| Най-добра актриса                      | Кери Мълиган                | номинация                   |